# Carnlough
Carnlough est un village côtier de 2 084 habitants dans le comté d'Antrim en Irlande du Nord. Pour une grande majorité de ses habitants Londres est loin, et la république d'Irlande leur idéal. Un petit drapeau irlandais flotte d'ailleurs au mât de la baie côtière.